# Vireolanius eximius
Vireolanius eximius — вид птиц из семейства виреоновых. Подвидов не выделяют.

## Распространение
Обитают в Колумбии и прилежащих районах Панамы и Венесуэлы. Естественная среда обитания — влажные равнинные и влажные горные леса.

## Описание
Длина тела 14 см. У самцов номинативного подвида небесно-голубые корона, лоб и затылок. На задней части короны имеется зеленоватое пятно.

## Биология
Информация о диете отсутствует, вероятно, она такая же, как у V. pulchellus. В мае-июне в Колумбии наблюдали птиц, готовых к размножению.
МСОП присвоил виду охранный статус LC.

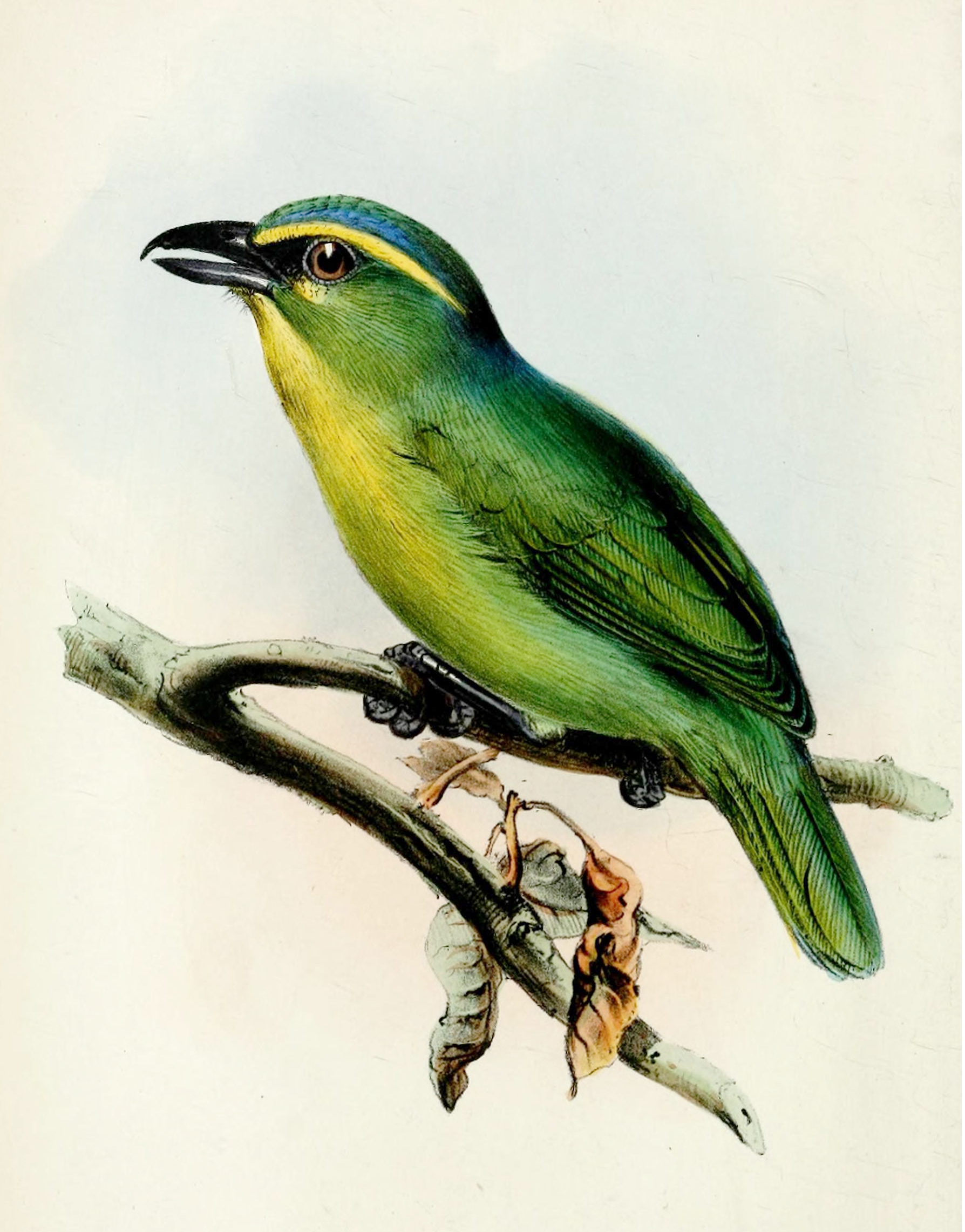